# Loranca de Tajuña (kommunhuvudort)
Loranca de Tajuña är en kommunhuvudort i Spanien.   Den ligger i provinsen Provincia de Guadalajara och regionen Kastilien-La Mancha, i den centrala delen av landet, 50 km öster om huvudstaden Madrid. Loranca de Tajuña ligger 697 meter över havet och antalet invånare är 711.
Terrängen runt Loranca de Tajuña är kuperad österut, men västerut är den platt. Loranca de Tajuña ligger nere i en dal. Runt Loranca de Tajuña är det glesbefolkat, med 10 invånare per kvadratkilometer. Närmaste större samhälle är Azuqueca de Henares, 18,9 km nordväst om Loranca de Tajuña. Trakten runt Loranca de Tajuña består till största delen av jordbruksmark.